# El Zapote, Acatlán de Pérez Figueroa
El Zapote är en ort i Mexiko.   Den ligger i kommunen Acatlán de Pérez Figueroa och delstaten Oaxaca, i den sydöstra delen av landet, 280 km öster om huvudstaden Mexico City. El Zapote ligger 102 meter över havet och antalet invånare är 183.
Terrängen runt El Zapote är kuperad åt nordost, men åt sydväst är den platt. Runt El Zapote är det ganska tätbefolkat, med 179 invånare per kvadratkilometer. Närmaste större samhälle är Cosolapa, 17,8 km norr om El Zapote. Trakten runt El Zapote består huvudsakligen av våtmarker.